# قشلاق نریمان کندی امیراصلان
قشلاق نریمان کندی امیراصلان یک روستا در ایران است که در استان اردبیل واقع شده‌است. قشلاق نریمان کندی امیراصلان ۴۳ نفر جمعیت دارد.